# Cycloleberis bradyi
Cycloleberis bradyi är en kräftdjursart som beskrevs av Poulsen 1965. Cycloleberis bradyi ingår i släktet Cycloleberis och familjen Cylindroleberididae. Inga underarter finns listade i Catalogue of Life.